# DOT LT
DOT LT, voorheen bekend als Danu Oro Transportas is een luchtvaartmaatschappij met als thuishaven Vilnius in Litouwen. Zij levert regionale passagiers- en vrachtdiensten.

## Geschiedenis
De luchtvaartmaatschappij werd in 2003 gesticht en begon datzelfde jaar met het leveren van diensten. Zij werd opgezet met hulp van DAT - Danish Air Transport, dat tevens de enige aandeelhouder is.

## Luchtvloot
De luchtvloot van Danu Oro Transportas bestaat uit:(feb.2008)
- 1 Saab 340
- 4 ATR-42-300